# География Лаоса

Физическая карта Лаоса

Лаос расположен в Юго-Восточной Азии между 100° и 107°40' восточной долготы и 13°55 и 22°32 'северной широты.
Территория Лаоса на две трети покрыта густыми лесами, ландшафт состоит из невысоких холмов и гор, самая большая вершина, Биа, имеет высоту 2820 м. Река Меконг течёт по границе Лаоса с Таиландом и Мьянмой, границу с Вьетнамом разделяют горы Чыонгшон, которые простираются на половину страны. В центральной части Лаос отделяется от Таиланда горами Луангпхабанг.
В Лаосе тропический климат с ярко выраженным сезоном дождей с мая по октябрь, прохладным сухим сезоном с ноября по февраль и жарким сухим сезоном в марте и апреле. Как правило, муссоны происходят в одно и то же время по всей стране, хотя это время может значительно варьироваться от года к году.
Количество осадков варьируется в зависимости от региона, при этом наибольшее количество осадков — 3700 миллиметров в год — регистрируется на плато Боловен в провинции Тямпасак. Городские метеостанции фиксировали, что в Саваннахете в среднем выпадает 1440 миллиметров осадков в год; Вьентьян получает около 1700 миллиметров, а Луангпхрабанг (Луангпхабанг) — около 1360 миллиметров.
Количество осадков не всегда достаточно для выращивания риса, а относительно высокий средний уровень осадков сопровождается перепадами в разные годы, когда количество осадков может составлять половину или меньше средней нормы, что приводит к значительному снижению урожайности риса. Такие засухи часто носят региональный характер, не затрагивая производство в других частях страны.
Средние температуры в январе, самом прохладном месяце, составляют: Луангпрабанг — 20,5 °C (минимум 0,8 °C), Вьентьян — 20,3 °C (минимум 3,3 °C) и Паксе — 23,9 °C (минимум 7,8 °C); средние температуры апреля, обычно самого жаркого месяца, составляют: Луангпрабанг — 28,1 °C (максимум 44,8 °C), Вьентьян — 42,5 °C. Температура варьируется в зависимости от высоты местности: среднее падение температуры составляет 1,7 °C на каждые 300 метров. Температура на возвышенных плато и в горах ниже, чем на равнинах вокруг Вьентьяна.
Лаос очень чувствителен к последствиям глобального изменения климата; почти все провинции Лаоса подвергаются высокому риску изменения климата.
Крупнейший город — столица Вьентьян, по оценке 2020 года, численность населения — 948 487 человек, другие сравнительно крупные города — Саваннакхет (120 тыс.), Паксе (120 тыс.), Луангпхабанг (50 тыс.).
С 1993 года правительство определило охранные природные зоны, составляющие 21 % страны (NBCA), которые предполагается преобразовать в национальные парки.